# 云登寺
云登寺（藏語：ཡུན་ཏན་ཕུན་ཚོགས་གླིང་།），是位于云南省迪庆州香格里拉县东旺乡的一座宁玛派寺院，著名藏医哈咱·白马丹增、向·初称江楚出自该寺。

## 历史
1937年开始筹建，1948年建成，次年寺内建起藏医门诊。“文革”期間遭受破坏。1982年起，在向·初称江楚的主持下重建，1992年基本竣工。
2020年12月25日，公布为第三批迪庆州文物保护单位。

## 建筑
云登寺坐落于东旺河东岸的山腰的三层台地上。第一层台地建有一座白塔，高约6米。第二层为广场，占地约1.5亩，西、北、南三面筑围墙及一排平顶回廊。第三层为主持大殿，为两层土木结构平顶建筑，占地面积约400平方米。